# لویی ویرن
لویی ویرن (انگلیسی: Louis Vierne; ۸ اکتبر ۱۸۷۰ – ۲ ژوئن ۱۹۳۷) یک نوازنده ارگ و آهنگساز اهل فرانسه بود.
وی همچنین برندهٔ جوایزی همچون لژیون دونور (شوالیه) شده‌است.
او در ۲ سپتامبر ۱۹۳۷ درگذشت و مقبره وی در گورستان مون‌پارناس، پاریس است.